# Harald Hellmich
Harald Hellmich (* 1931 in Reinsdorf) ist ein deutscher Maler und Grafiker.

## Leben und Werk
Hellmich besuchte bis 1945 das Musische Gymnasium in Nossen und machte 1946 bis 1947 in Leipzig eine Lehre als Buchdruckplattenmacher. 1948 bis 1952 studierte er an der Hochschule für Grafik und Buchkunst Leipzig (HFGB). Seit 1953 ist Hellmich als Maler und Grafiker, Messe- und Ausstellungsgestalter freiberuflich tätig. Erstmals wurde er in der DDR durch das 1953 gemeinsam mit Klaus Weber gefertigte Tafelbild „Die jüngsten Flieger“ bekannt. Das Bild wurde auf der III. Deutschen Kunstausstellung gezeigt und gilt als verschollen. Gemeinsam mit Weber entwarf er mehrere Plakate zu politischen Themen.
1954 bis 1955 hatte Hellmich eine künstlerische Aspirantur an der HfGB. Er gilt als einer der Vorreiter der „Leipziger Schule“.
Seit 1967 lebt und arbeitet Hellmich in der Abgeschiedenheit des „Zellwalds“ bei Reichenbach. Seit 1995 ist er auch Honorardozent für Malerei an der Volkshochschule Freiberg.
Hellmich unternahm Studienreisen u. a. nach Italien, Südfrankreich, in die Türkei und nach Zypern. 2000 nahm er am Künstlerpleinair in Csongrad teil, 2006 in Koper.
2007 gründete er mit Cornelia Zabinski und Simone Mende die Künstlergruppe „Salon a trois“, die sich 2017 auflöste.
Hellmich hatte seit 1992 eine bedeutende Anzahl von Einzelausstellungen und Ausstellungsbeteiligungen.

## Mitgliedschaften
- 1953 bis 1990 Mitglied im Verband Bildender Künstler der DDR
- Seit 1991 Mitglied des Freiberger Kunstvereins e.V.
- Mitglied des Neuen Sächsischen Kunstvereins
- Seit 2004 Mitglied der Turmgalerie Augustusburg e. V.

## Rezeption
„Fasziniert von der Schönheit unberührter Natur richtet sich von jeher aber auch sein kritischer Blick auf die gesellschaftlichen Entwicklungen, auf Größenwahn, Machtgier und menschlichen Egoismus, die alles Bestehende zunehmend in Gefahr bringen.“

## Einzelausstellungen (Auswahl)
- 2013 Limbach-Oberfrohna, Galerie unten (mit „Salon a trois“)
- 2015 Burgstädt, Galerie Art Forum („drinnen und draußen.“ Mit „Salon a trois“)
- 2016 Lichtenau, Dorfgalerie Auerswalde (Malerei)
- 2017 Augustusburg, Turmgalerie (Mit „Salon a trois“)
- 2018 Rosswein, Rathausgalerie („blickKONTAKTE“)
- 2021 Augustusburg, Turmgalerie (Resümee – Ausstellung zum 90. Geburtstag)[6]

## Arbeiten in öffentlichen Besitz (Auswahl)
- Mädchenporträt – Stadt Leipzig
- Porträt Prof. Karl Kegel – TU Bergakademie Freiberg
- Bildnis Minna Planer – WEB – Museum Oederan
- Zeichnungen – SZÖG – ART Sceged
- div. Aquarelle – Kreiskrankenhaus Freiberg
- div. Grafiken – Amtsgericht Chemnitz[4]